# Doriano Romboni
Doriano Romboni né le 8 décembre 1968 à Lerici et mort le 30 novembre 2013 à Latina, est un pilote de Grand Prix moto italien.

## Biographie
Doriano Romboni a participé à cinq grands prix de la saison 1989, courant sur Honda, dans la catégorie 125 cm³, et l'année suivante à onze grands prix toujours sur Honda, dans la même catégorie. En 1991, il a participé à douze grands prix, toujours sur Honda, mais dans la catégorie 250 cm³.

Il a participé à plusieurs grands prix de la saison 1992, puis à onze grands prix en 1993, treize en 1994 et huit en 1995, toujours sur Honda et toujours dans cette même catégorie des 250 cm³.
En 1996, il a couru huit grands prix sur une Aprilia 500 cm³, puis en 1997, toujours sur Aprilia 500 cm³, a participé à treize grands prix. Enfin, en 1998, c'est au guidon d'une MZ 500 cm³, dite « MZ Weber » du nom de son sponsor, qu'il a effectué son dernier grand prix.
Il meurt accidentellement le 30 novembre 2013 à Latina en participant à une manifestation en hommage à Marco Simoncelli, mort en 2011 et de la même manière : percuté par une moto après avoir perdu le contrôle de la sienne.

## Palmarès
Doriano Romboni a obtenu sa première victoire le 27 mai 1990 lors du Grand Prix d'Allemagne, au Nürburgring.
Il s'est classé 20e en 1989, 4e en 1990, 15e en 1991, 10e en 1992, 5e en 1993, 4e en 1994, 9e en 1995, 19e en 1996, 10e en 1997 et 28e en 1998.
De 1999 à 2004, il a changé de discipline, se tournant vers le championnat du monde de Superbike et disputant au total treize courses, sans toutefois jamais monter sur le podium.

## Sources et références
- (it) Cet article est partiellement ou en totalité issu de l’article de Wikipédia en italien intitulé « Doriano Romboni » (voir la liste des auteurs).

1. ↑  « Romboni s’est tué », L'Equipe, 30 novembre 2013.
2. ↑  (fr) « L'Année 1990 » sur le site Racing Memory.